# Cadulus scarabinoi
Cadulus scarabinoi is een Scaphopodasoort uit de familie van de Gadilidae. De wetenschappelijke naam van de soort is voor het eerst geldig gepubliceerd in 2004 door Steiner & Kabat.